# Buenos Aires Libre
Buenos Aires Libre est un groupe parlementaire argentin présent au Congrès de la Nation et à la chambre haute et basse de la législature de la province de Buenos Aires. Il se forme en janvier 2023, après son détachement du groupe de La liberté avance (es).

## Composition

### Députés nationaux
Ce groupe est composé de Carolina Píparo et de Lorena Macyszyn, toutes deux n'appartiennent pas à un parti politique.
| Groupe Buenos Aires Libre 2 députés nationaux - Présidente : Carolina Píparo | Groupe Buenos Aires Libre 2 députés nationaux - Présidente : Carolina Píparo | Groupe Buenos Aires Libre 2 députés nationaux - Présidente : Carolina Píparo | Groupe Buenos Aires Libre 2 députés nationaux - Présidente : Carolina Píparo | Groupe Buenos Aires Libre 2 députés nationaux - Présidente : Carolina Píparo | Groupe Buenos Aires Libre 2 députés nationaux - Présidente : Carolina Píparo | Groupe Buenos Aires Libre 2 députés nationaux - Présidente : Carolina Píparo |
| Parti                                                                        | Parti                                                                        | Portrait                                                                     | Titulaire                                                                    | Province                                                                     | Mandat                                                                       | Mandat                                                                       |
| Parti                                                                        | Parti                                                                        | Portrait                                                                     | Titulaire                                                                    | Province                                                                     | Début                                                                        | Fin                                                                          |
| ---------------------------------------------------------------------------- | ---------------------------------------------------------------------------- | ---------------------------------------------------------------------------- | ---------------------------------------------------------------------------- | ---------------------------------------------------------------------------- | ---------------------------------------------------------------------------- | ---------------------------------------------------------------------------- |
|                                                                              | Indépendante                                                                 |                                                                              | Carolina Píparo                                                              | Buenos Aires                                                                 | 2021                                                                         | 2025                                                                         |
|                                                                              | Indépendante                                                                 |                                                                              | Lorena Macyszyn                                                              | Buenos Aires                                                                 | 2023                                                                         | 2027                                                                         |

### Députés de Buenos Aires
Ce groupe est composé uniquement de Jazmin Ailén Carrizo, qui n'appartient pas à un parti politique.
| Bloque Buenos Aires Libre 1 diputado Buenos Aires - Presidente: Jazmin Ailén Carrizo | Bloque Buenos Aires Libre 1 diputado Buenos Aires - Presidente: Jazmin Ailén Carrizo | Bloque Buenos Aires Libre 1 diputado Buenos Aires - Presidente: Jazmin Ailén Carrizo | Bloque Buenos Aires Libre 1 diputado Buenos Aires - Presidente: Jazmin Ailén Carrizo | Bloque Buenos Aires Libre 1 diputado Buenos Aires - Presidente: Jazmin Ailén Carrizo | Bloque Buenos Aires Libre 1 diputado Buenos Aires - Presidente: Jazmin Ailén Carrizo | Bloque Buenos Aires Libre 1 diputado Buenos Aires - Presidente: Jazmin Ailén Carrizo |
| Parti                                                                                | Parti                                                                                | Portrait                                                                             | Titulaire                                                                            | Province                                                                             | Mandat                                                                               | Mandat                                                                               |
| Parti                                                                                | Parti                                                                                | Portrait                                                                             | Titulaire                                                                            | Province                                                                             | Début                                                                                | Fin                                                                                  |
| ------------------------------------------------------------------------------------ | ------------------------------------------------------------------------------------ | ------------------------------------------------------------------------------------ | ------------------------------------------------------------------------------------ | ------------------------------------------------------------------------------------ | ------------------------------------------------------------------------------------ | ------------------------------------------------------------------------------------ |
|                                                                                      | Indépendante                                                                         |                                                                                      | Jazmin Ailén Carrizo                                                                 | Buenos Aires                                                                         | 2023                                                                                 | 2027                                                                                 |

### Sénateurs de Buenos Aires
Ce groupe est composé uniquement de Betina Clara Riva, qui n'appartient pas à un parti politique.
| Groupe Buenos Aires Libre 1 sénateur de Buenos Aires - Président: Betina Clara Riva | Groupe Buenos Aires Libre 1 sénateur de Buenos Aires - Président: Betina Clara Riva | Groupe Buenos Aires Libre 1 sénateur de Buenos Aires - Président: Betina Clara Riva | Groupe Buenos Aires Libre 1 sénateur de Buenos Aires - Président: Betina Clara Riva | Groupe Buenos Aires Libre 1 sénateur de Buenos Aires - Président: Betina Clara Riva | Groupe Buenos Aires Libre 1 sénateur de Buenos Aires - Président: Betina Clara Riva | Groupe Buenos Aires Libre 1 sénateur de Buenos Aires - Président: Betina Clara Riva |
| Parti                                                                               | Parti                                                                               | Portrait                                                                            | Titulaire                                                                           | Province                                                                            | Mandat                                                                              | Mandat                                                                              |
| Parti                                                                               | Parti                                                                               | Portrait                                                                            | Titulaire                                                                           | Province                                                                            | Début                                                                               | Fin                                                                                 |
| ----------------------------------------------------------------------------------- | ----------------------------------------------------------------------------------- | ----------------------------------------------------------------------------------- | ----------------------------------------------------------------------------------- | ----------------------------------------------------------------------------------- | ----------------------------------------------------------------------------------- | ----------------------------------------------------------------------------------- |
|                                                                                     | Indépendante                                                                        |                                                                                     | Betina Clara Riva                                                                   | Buenos Aires                                                                        | 2023                                                                                | 2027                                                                                |